# Liste der Monuments historiques in Cabris
Die Liste der Monuments historiques in Cabris führt die Monuments historiques in der französischen Gemeinde Cabris auf.

## Liste der Objekte
| Bezeichnung      | Beschreibung                                                                                              | Standort | Kennzeichnung | Schutzstatus | Datum | Bild |
| ---------------- | --- | -------- | ------------- | ------------ | ----- | ---- |
| Margaretenaltar  | Retabel aus sechs Tafelgemälden, Öl auf Holz, Holzfassung, 16. Jahrhundert; in der Kapelle Ste-Marguerite | (Lage)   | PM06002434    | Classé       | 2004  |      |
| Römischer Cippus | Kalkstein, 1. bis 3. Jahrhundert; in der Kapelle St-Jean                                                  | (Lage)   | PM06000150    | Classé       | 1910  |      |